# NGC 832
NGC 832 est une vaste galaxie elliptique située dans la constellation de Persée. NGC 832 a été découverte par l'astronome prussien Heinrich Louis d'Arrest en 1865. Cette galaxie a aussi été observée par l'astronome français Édouard Stephan le 6 décembre 1879 et elle a été inscrite au catalogue NGC sous la désignation NGC 1226.

## Caractéristiques
Sa vitesse par rapport au fond diffus cosmologique est de 5 972 ± 33 km/s, ce qui correspond à une distance de Hubble de 88,1 ± 6,2 Mpc (∼287 millions d'al).

## Identification de NGC 832

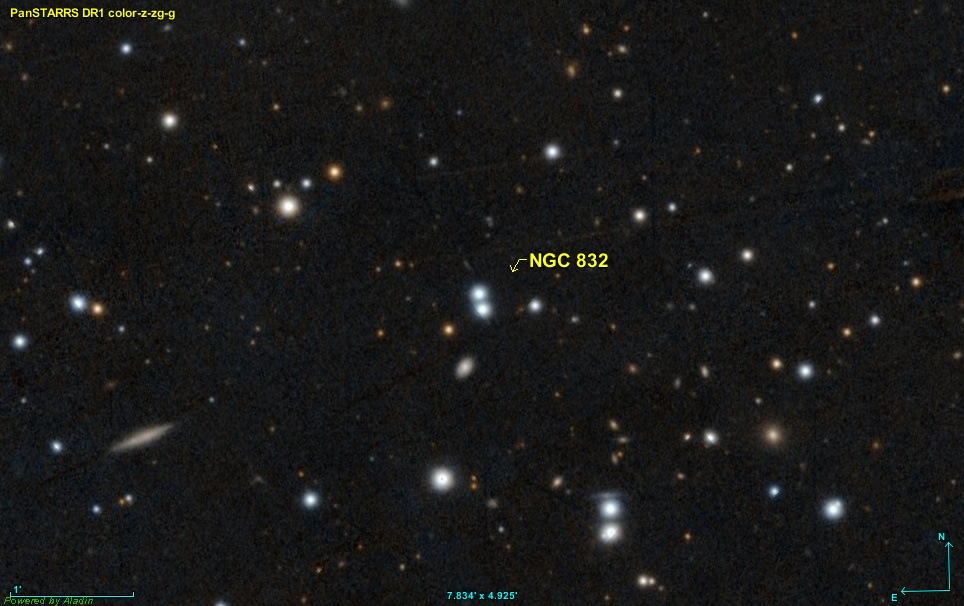
La paire d'étoiles associée à l'observation d'Arrest.

Aux coordonnées indiquées par d'Arrest de son observation du 17 septembre 1865, il n'y a rien. On a longtemps pensé qu'une paire d'étoiles pâles situées à 24 secondes d'arc de la position indiquée par d'Arrest était ce qu'il avait observé. Cependant en juillet 2016, Harold Corwin s'est rendu compte que si on augmentait l'ascension droite rapportée par d'Arrest d'une heure, la position coïnciderait à 1,5 minute d'arc près avec celle de NGC 1226. Puisque d'Arrest a aussi fait une erreur d'une heure dans l'ascension droite d'autres galaxies, il est fort probable qu'il avait observé la galaxie PGC 11879, soit NGC 1226. Toutes les sources consultées, sauf celles de Wolfgang Steinicke et du professeur Seligman, continuent cependant d'identifier NGC 832 à la paire d'étoiles.